# Італіка
Ітáліка (лат. Italica, ісп. Itálica) — римська колонія, заснована в 206 до н. е. Сципіоном Африканським для поселення римських солдатів, поранених у битві при Іліпі, де під час Другої Пунічної війни була розбита карфагенська армія.
Поселення розташовувалося на північ від сучасного Сантіпонсе, за 9 км на північний захід від Севільї.

## Історія
В давнину мешканці міста Італіка латиною називалися Italicensis.
Іспанський археолог та історик XVII століття Родріго Каро припускав, що Італіка могла бути батьківщиною давньоримського поета та політика Сілія Італіка і що когномен «Італік» також походить від цього міста. Однак, дослідження інших вчених спростовують цей здогад.
Італіка стала місцем народження майбутнього імператора Римської імперії Траяна та його наступника Адріана. За правління останнього поселення отримало статус колонії й ім'я лат. Colonia Aelia augusta Italica , в ньому були спорудженні храми, включаючи присвячений Траяну «Trajaneum», і громадські споруди. При тому, що населення міста становило не більше 8 000 осіб, Італіка мала свій амфітеатр на 25 000 глядачів, що всього лише вдвічі менше, ніж у римського Колізею. Такі розміри були покликані підкреслити статус міста і його значення, що виходить за місцеві рамки.
Сучасне місто Сантіпонсе розташований «над» «старим містом» республіканського періоду та попереднім йому до-римським іберійським містом. Добре збережені руїни, розкопки яких ведуться з 1781, не належать до адріанівського nova urbs. Своїм прекрасним станом руїни Італіки зобов'язані тому, що в результаті зсуву течії Гвадалквівіра, що сталося, можливо, внаслідок викликаного обезлісненням осолонення, населення почало залишати ці місця в III столітті.
У 584 король вестготів Леовігільд побудував тут укріплення, щоб загрожувати візантійцям. Остаточно місто покинуте після арабського завоювання .
Нині Італіка є популярним туристичним місцем. Руїни міста також використовуються як місце проведення щорічного змагання з бігу по пересіченій місцевості — Cross Internacional de Itálica, одного з найбільших в цьому виді спорту.

## Галерея

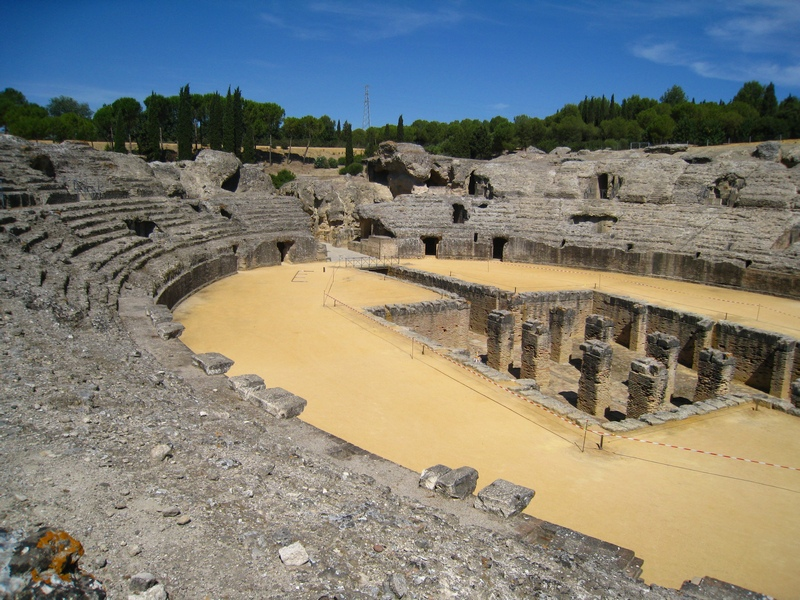
Амфітеатр «Італіка»
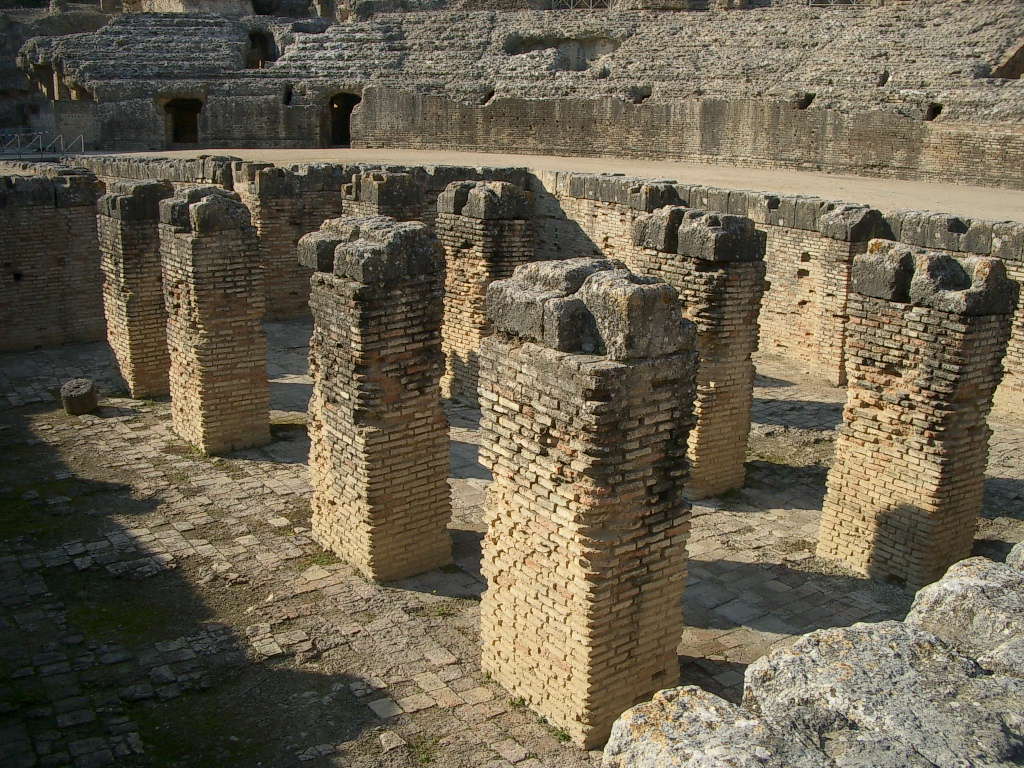
Яма амфітеатру
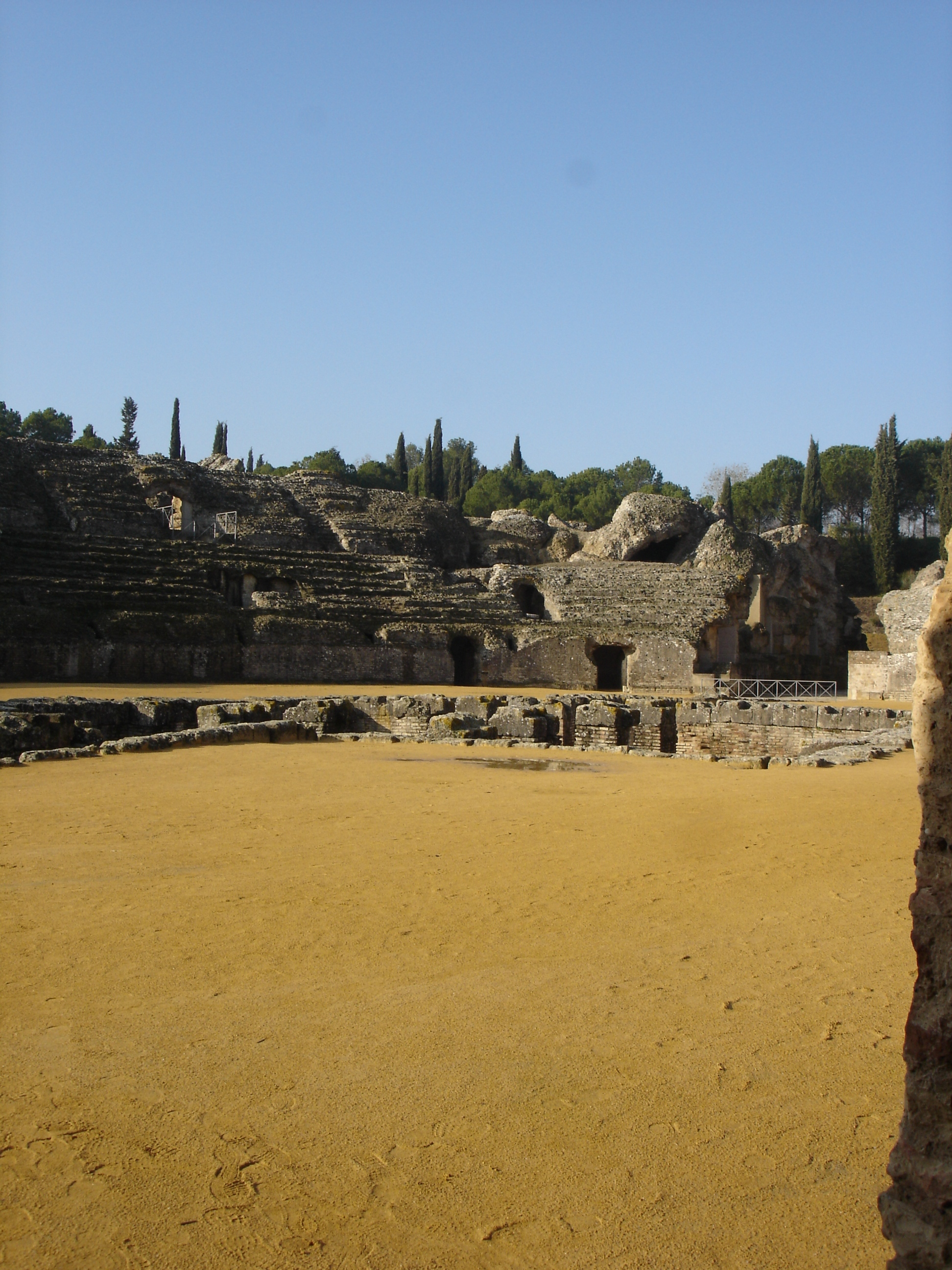
Для проведення  навмахії (битв на воді) яма заповнювалася водою
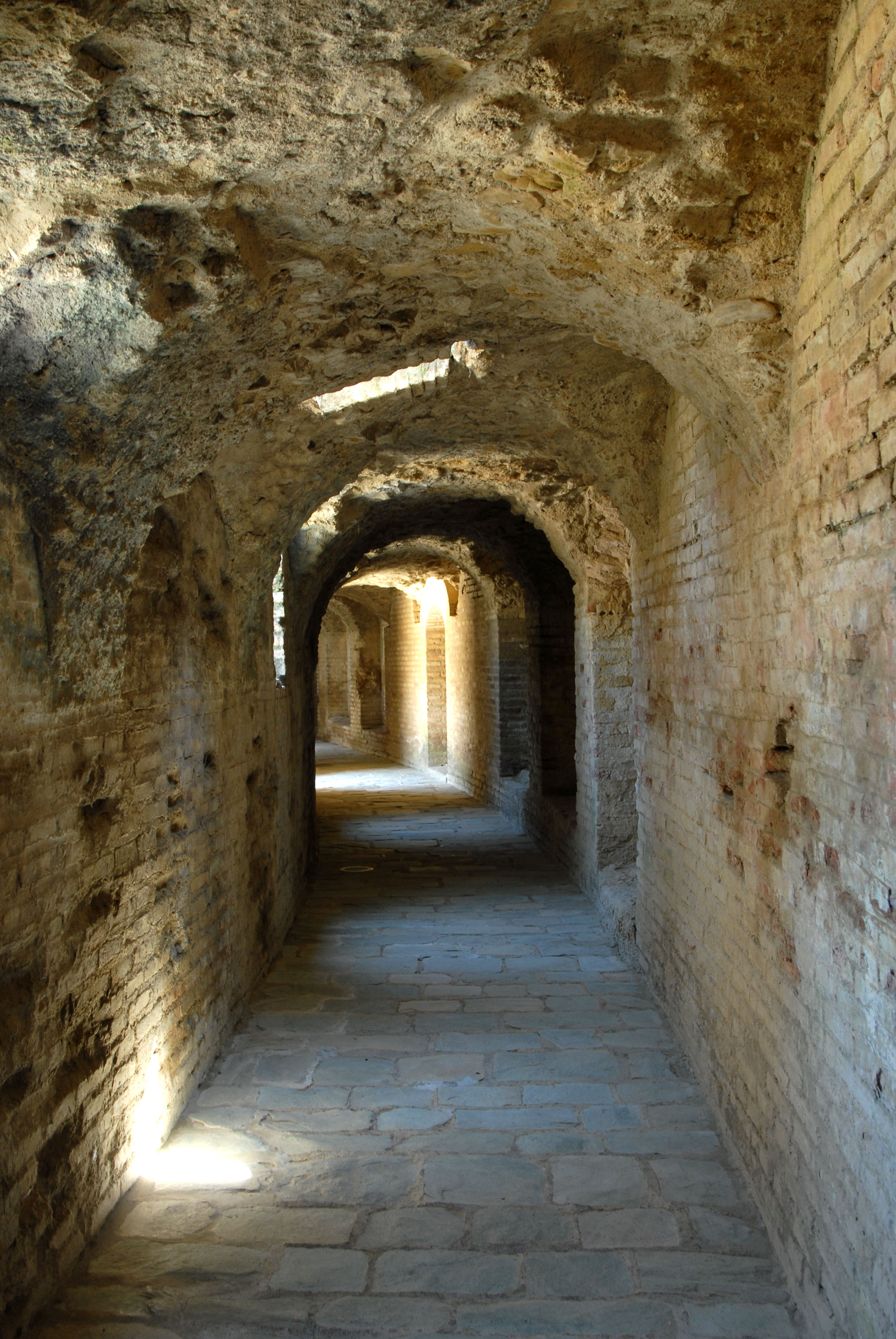
Прохід, що оточував амфітеатр
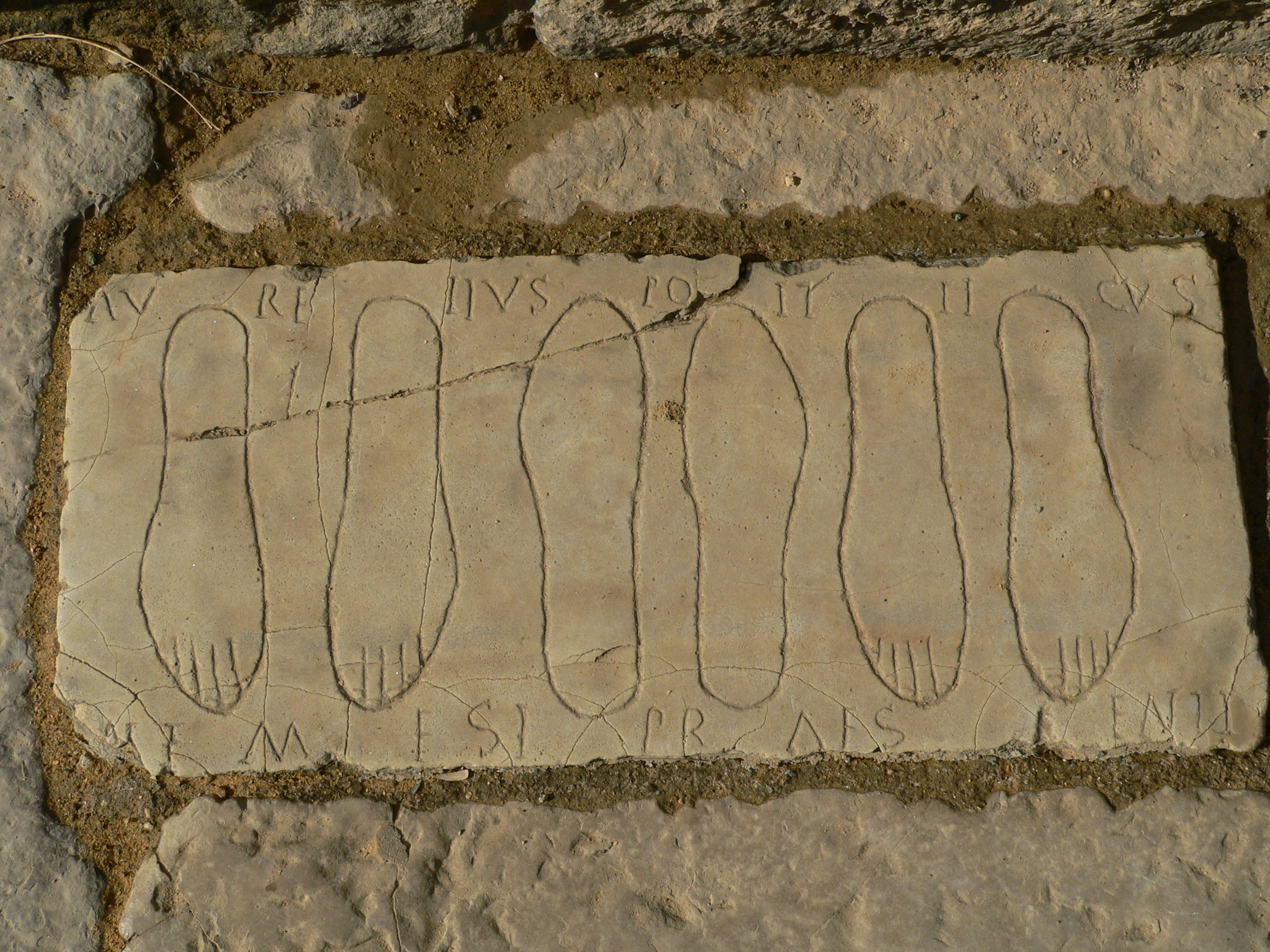
Вотивна табличка з вирізаними зображеннями ступень при вході в амфітеатр
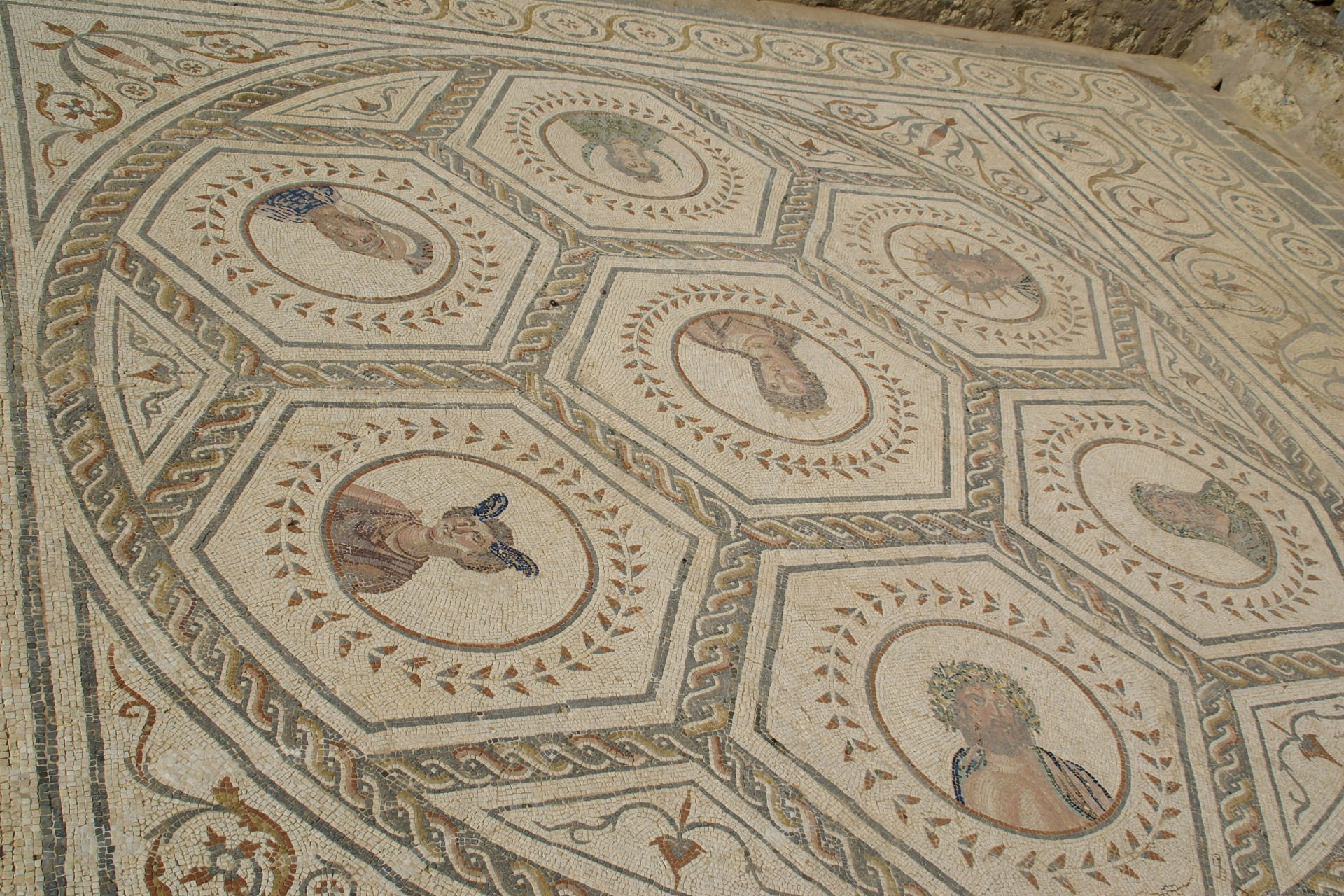
Мозаїчна підлога в Будинку планетарію
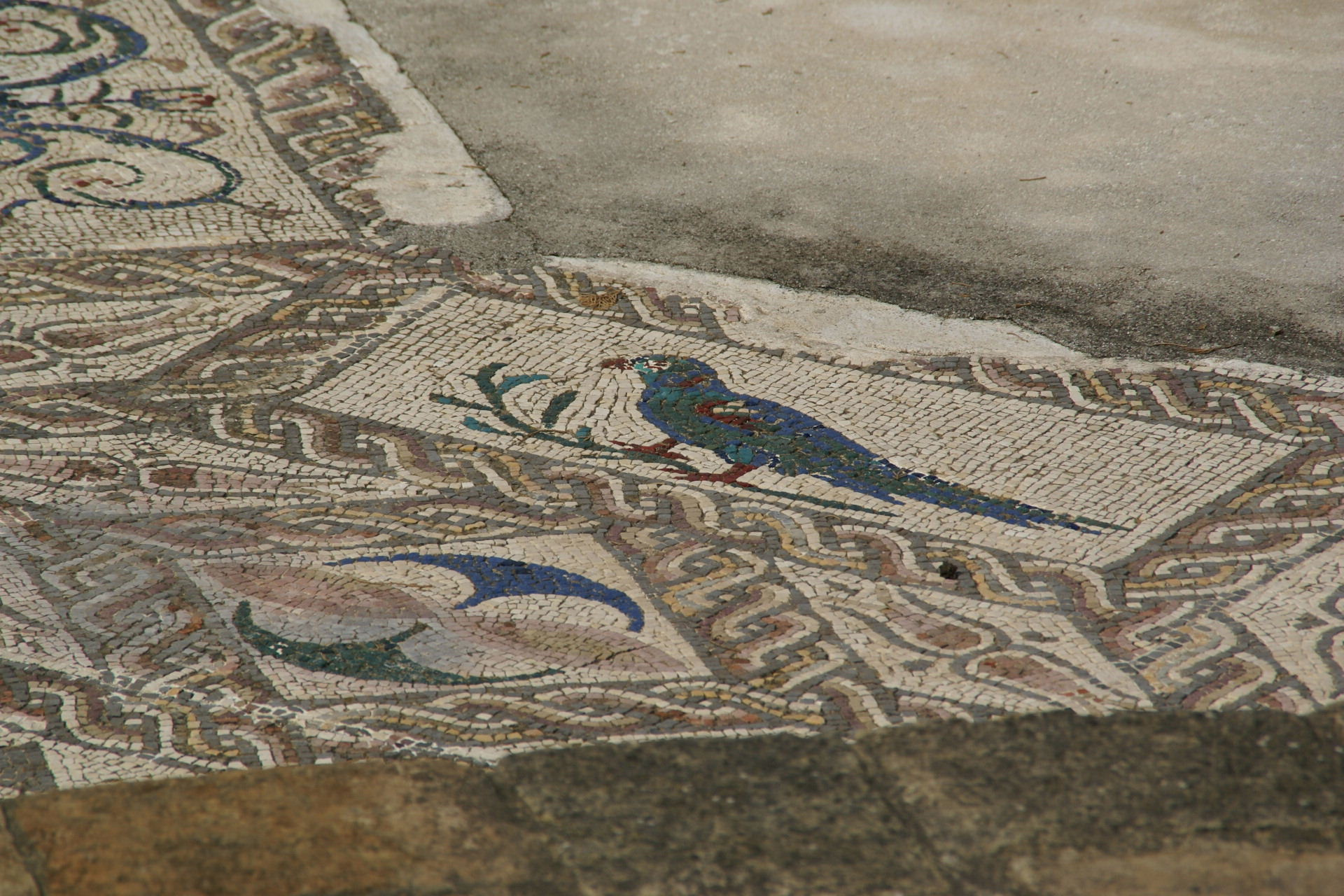
Мозаїчна підлога в Будинку птахів
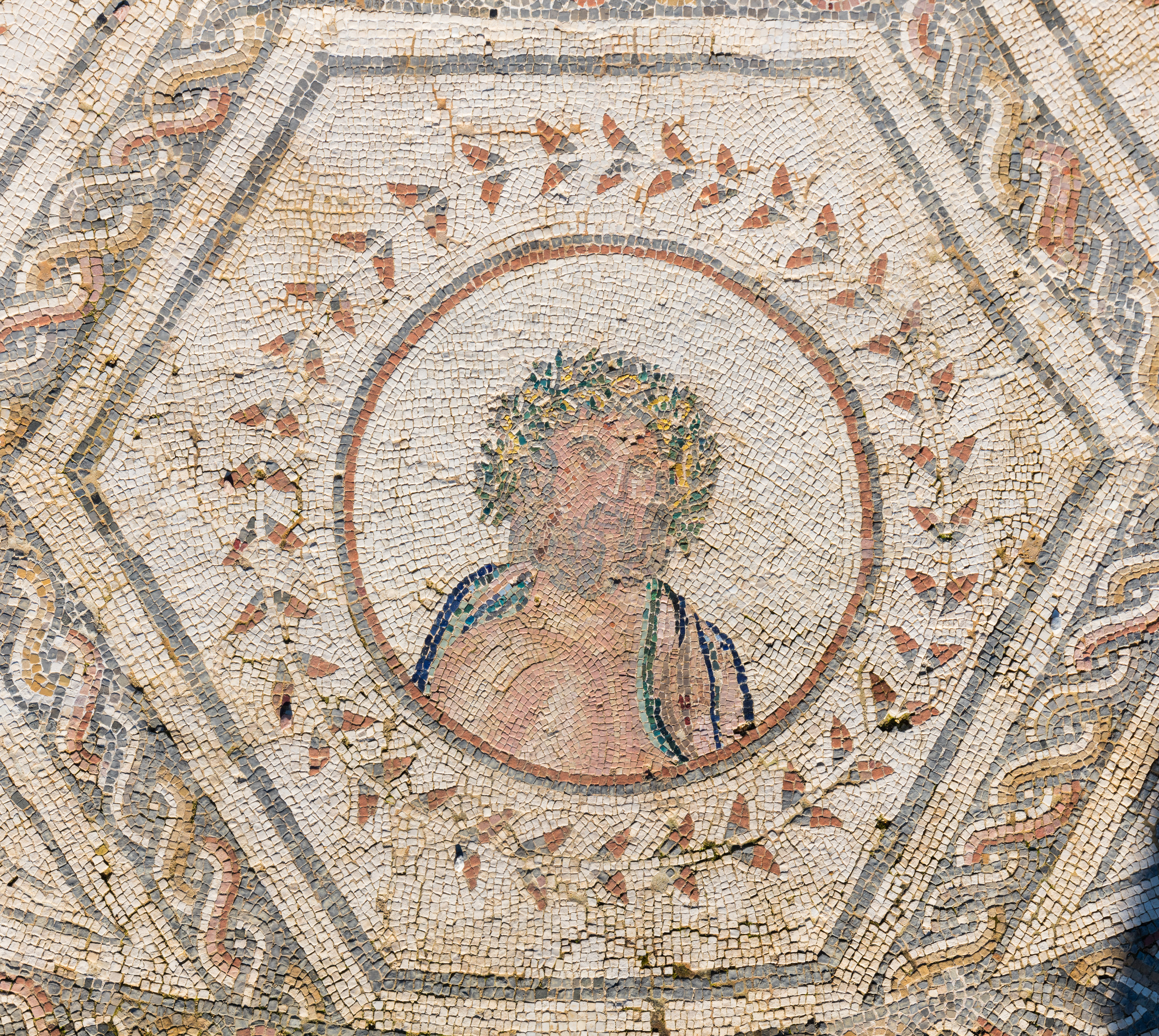
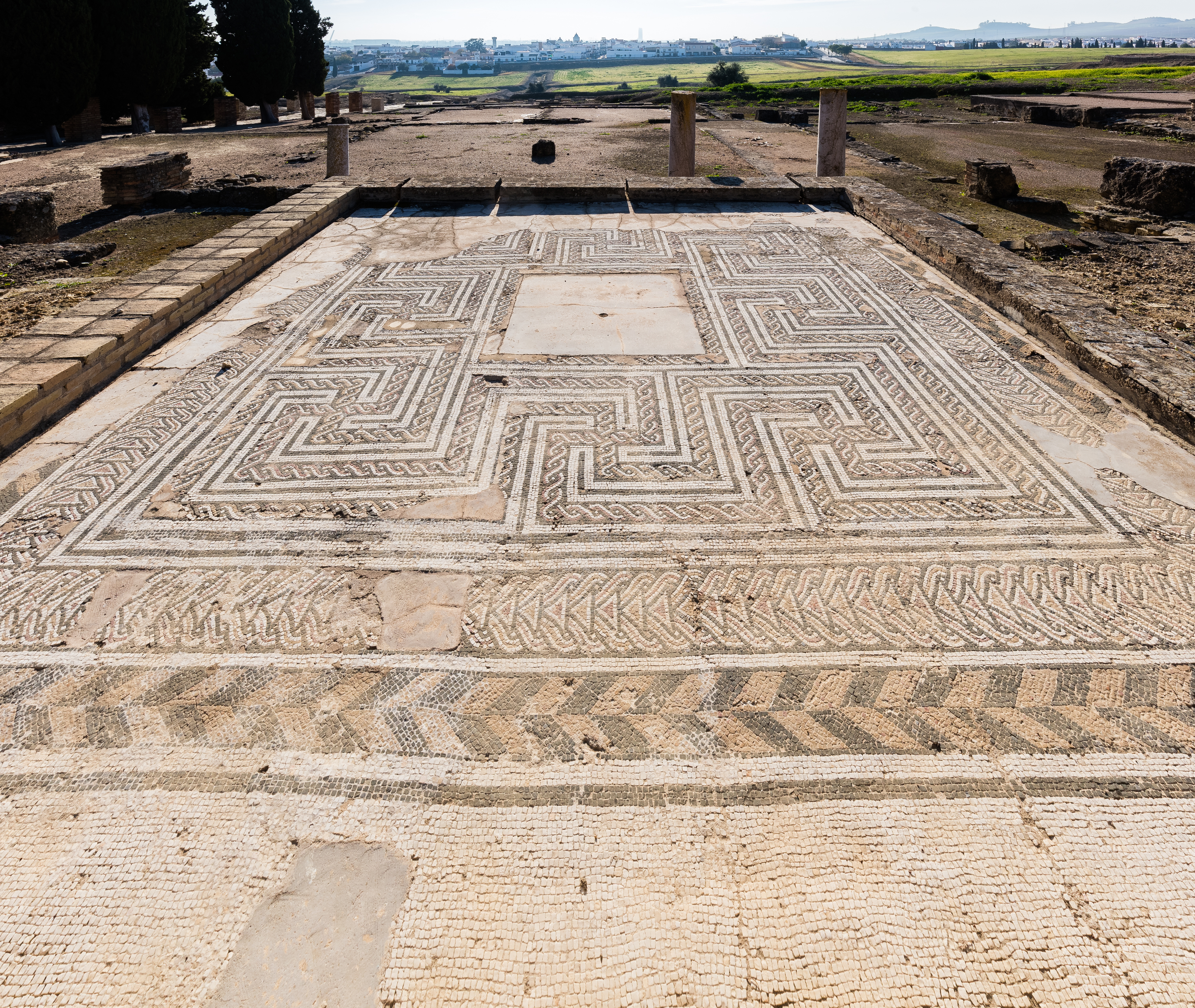
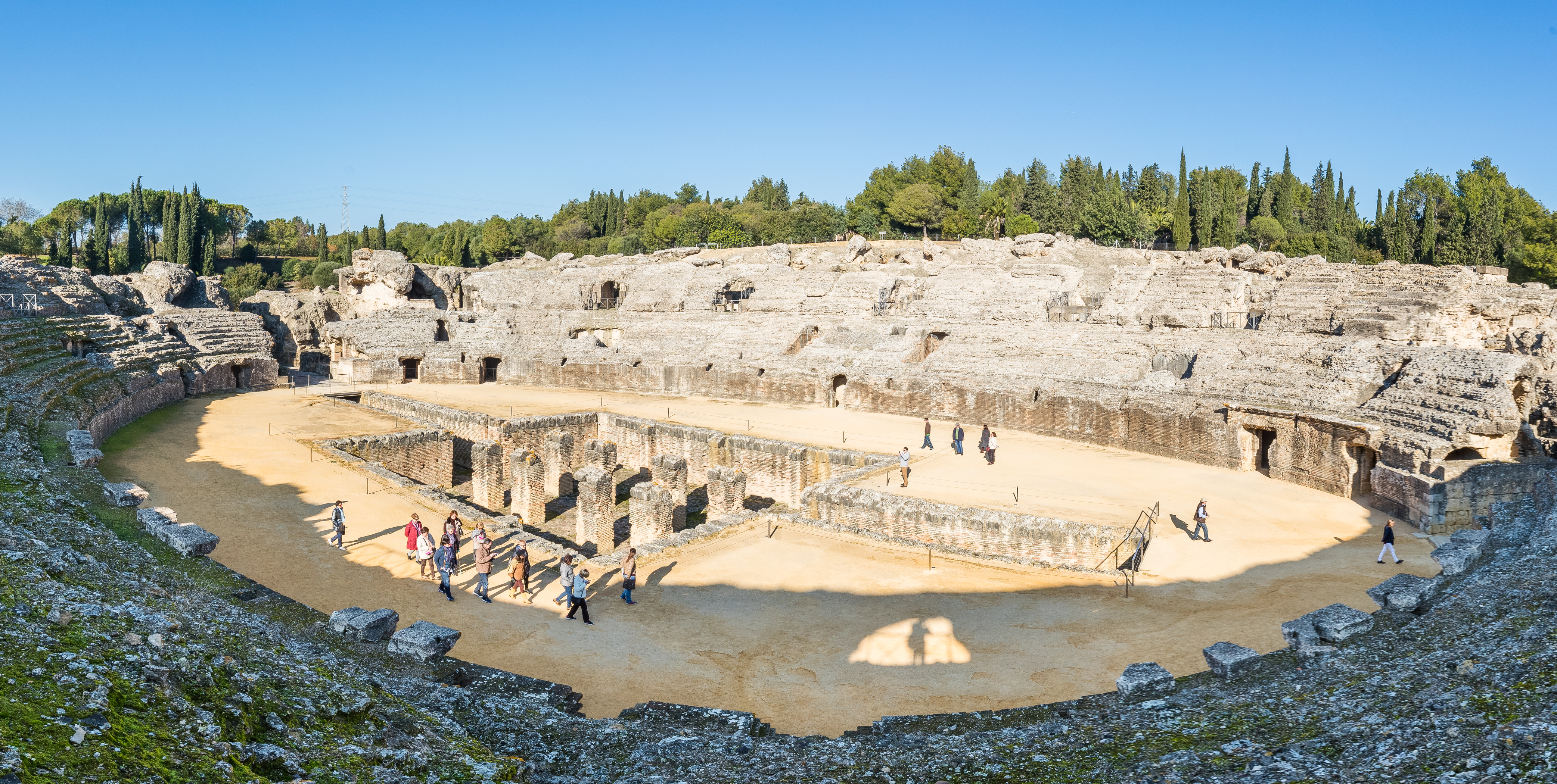
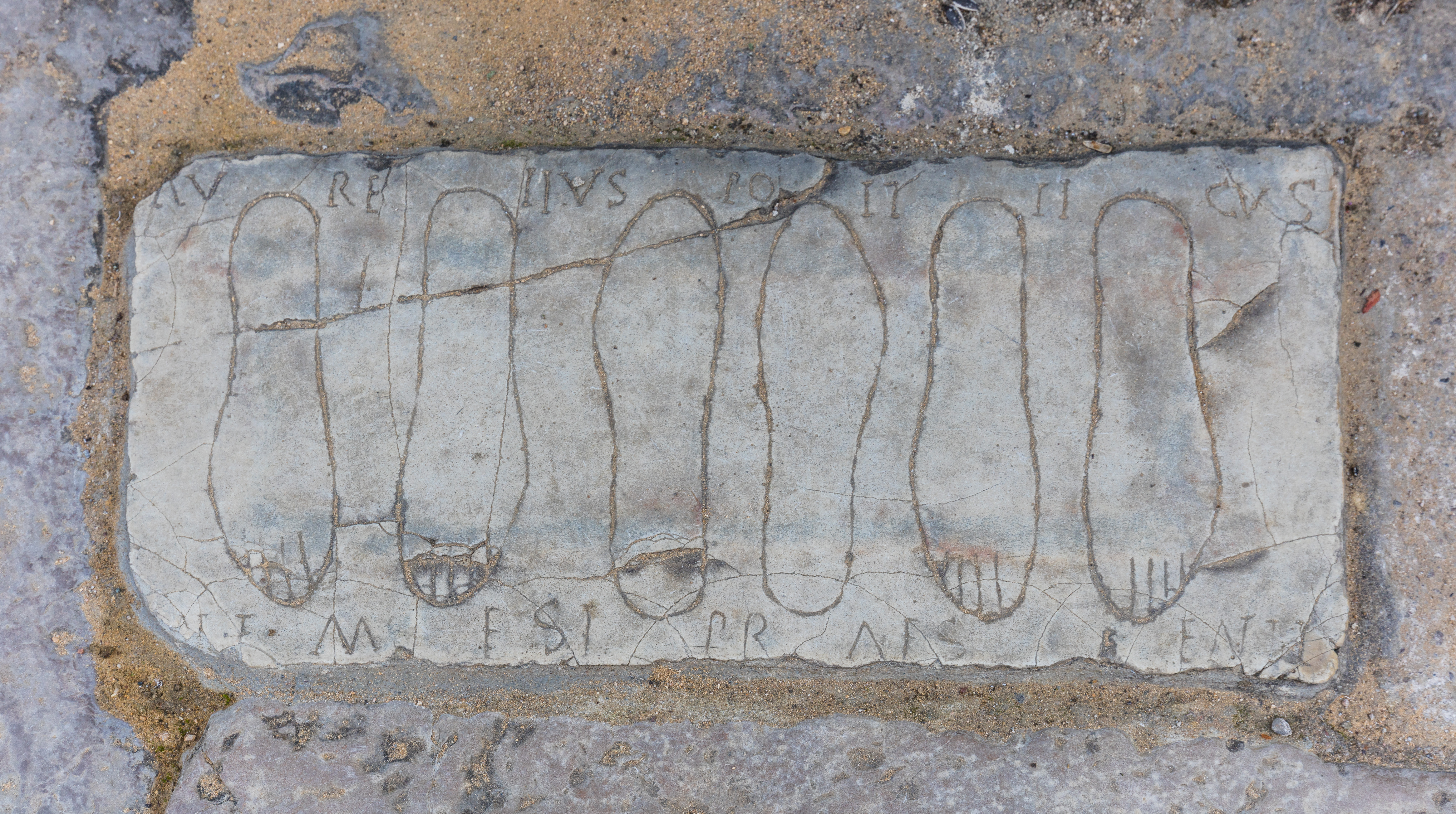
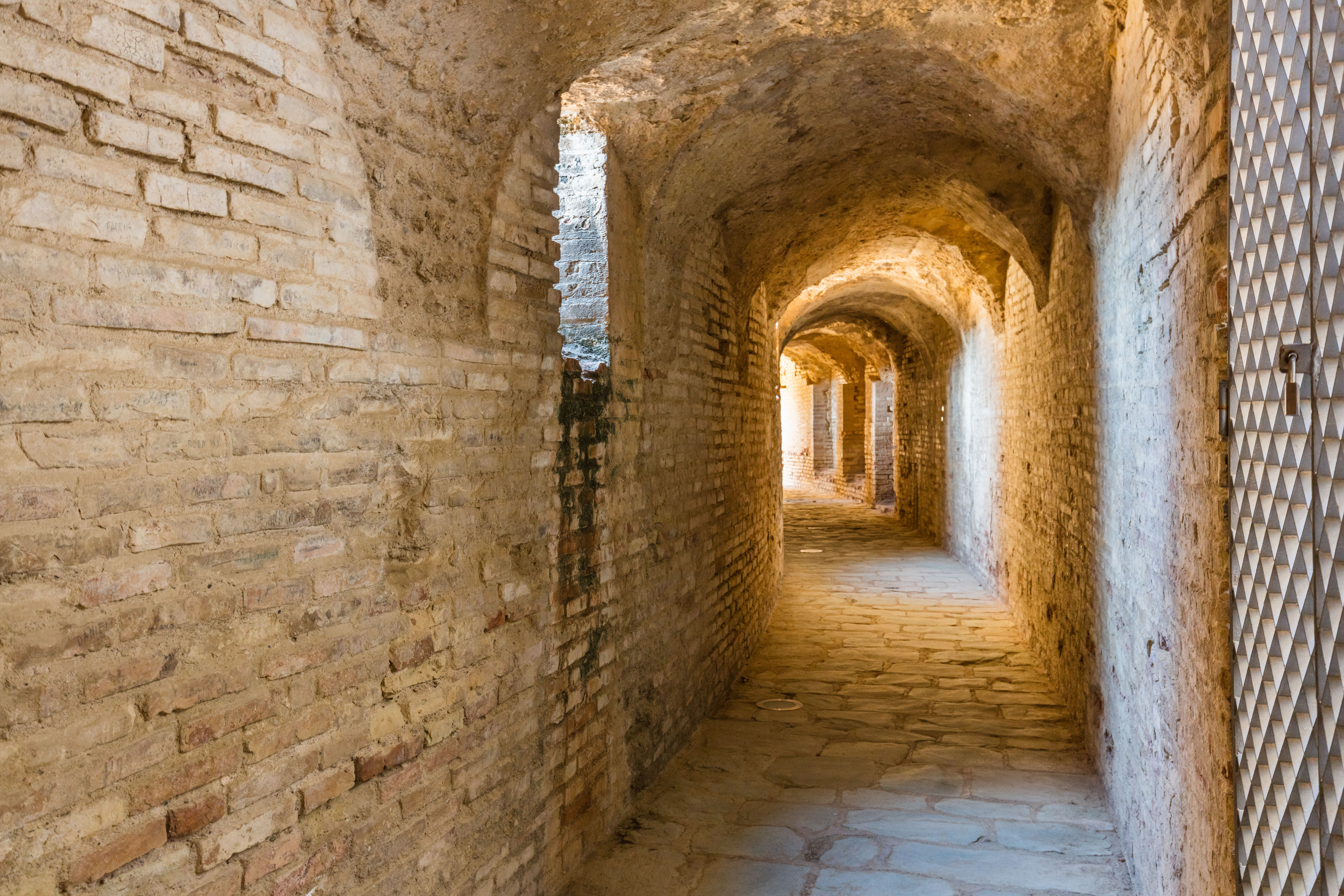
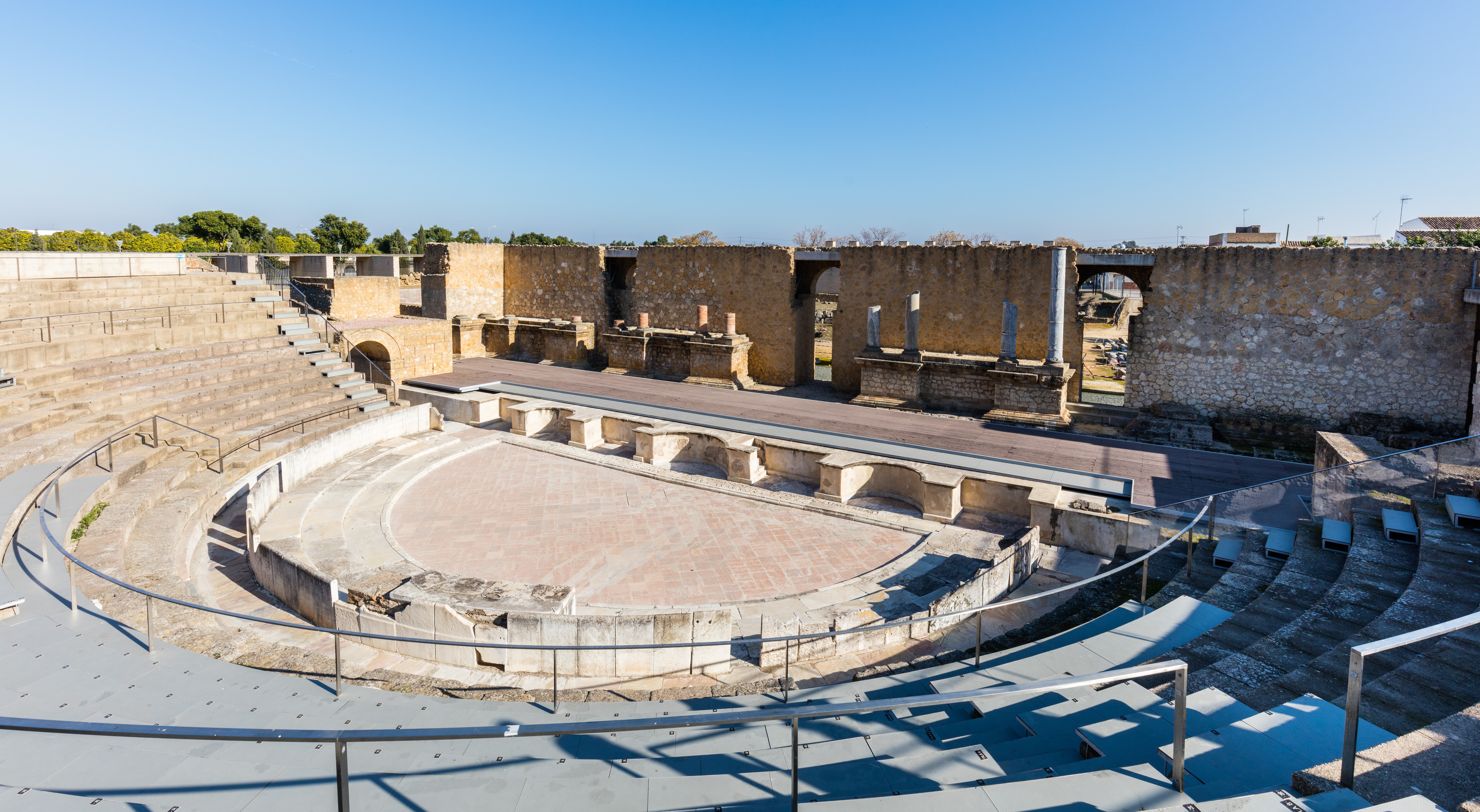
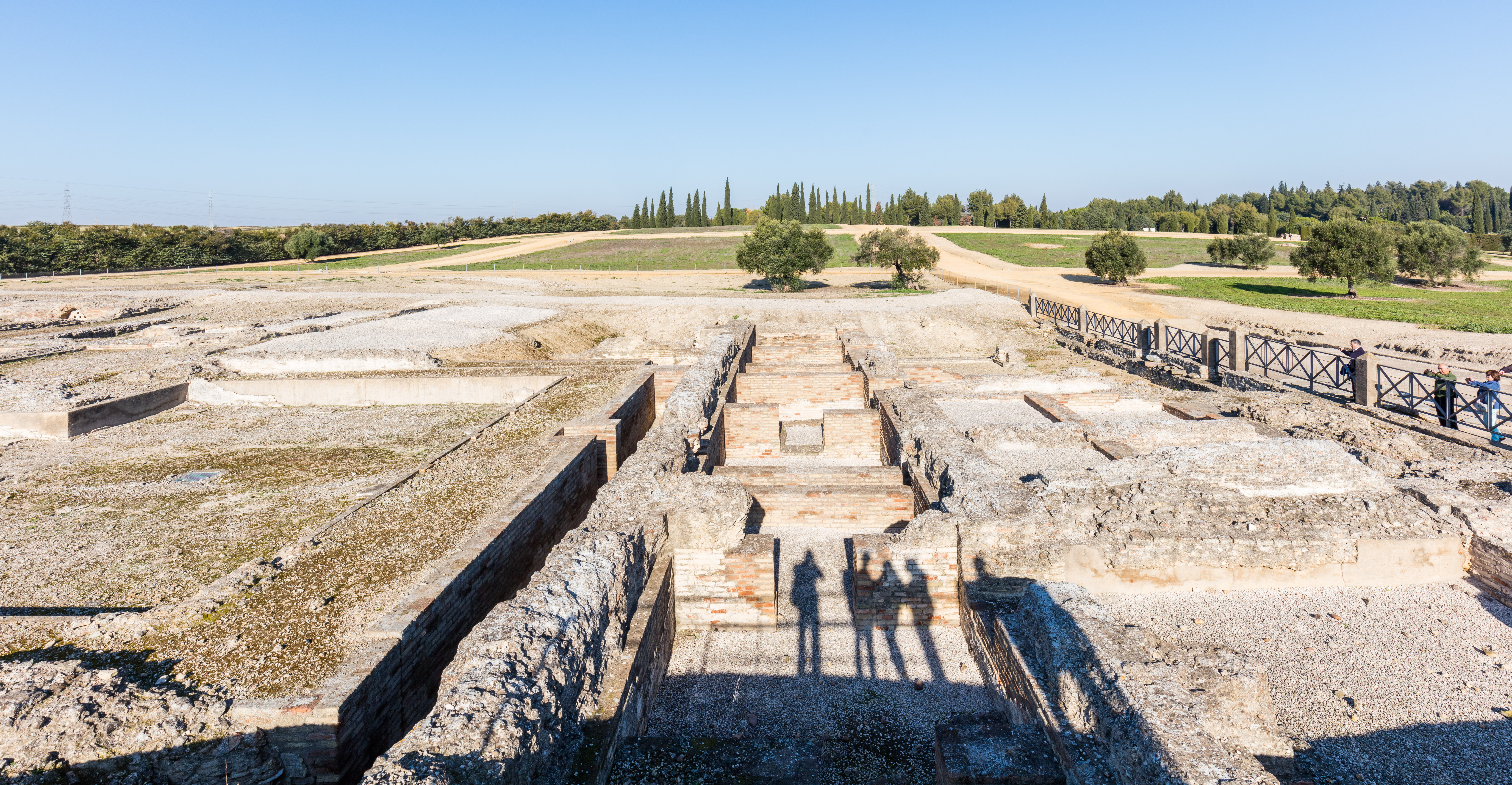
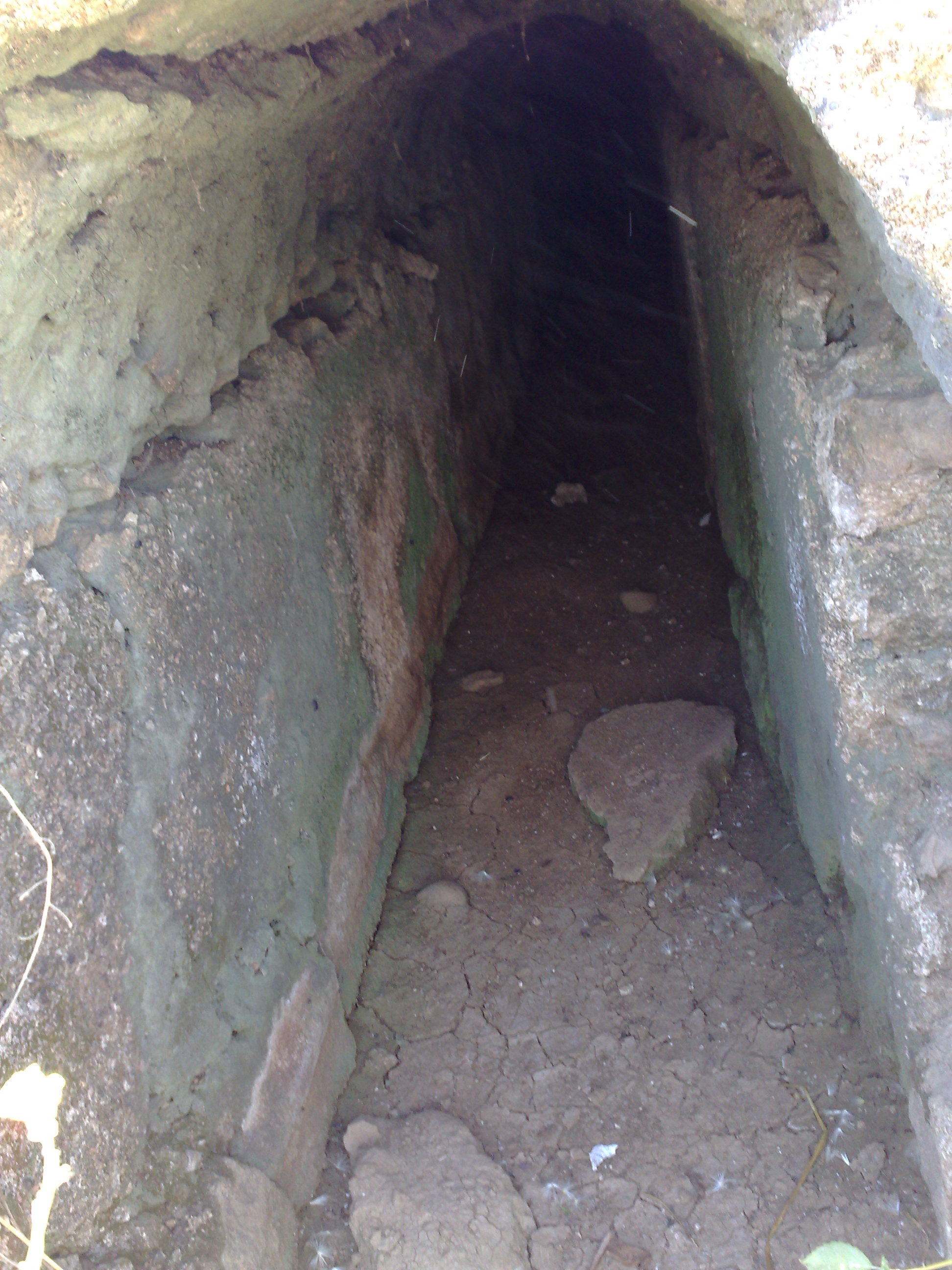
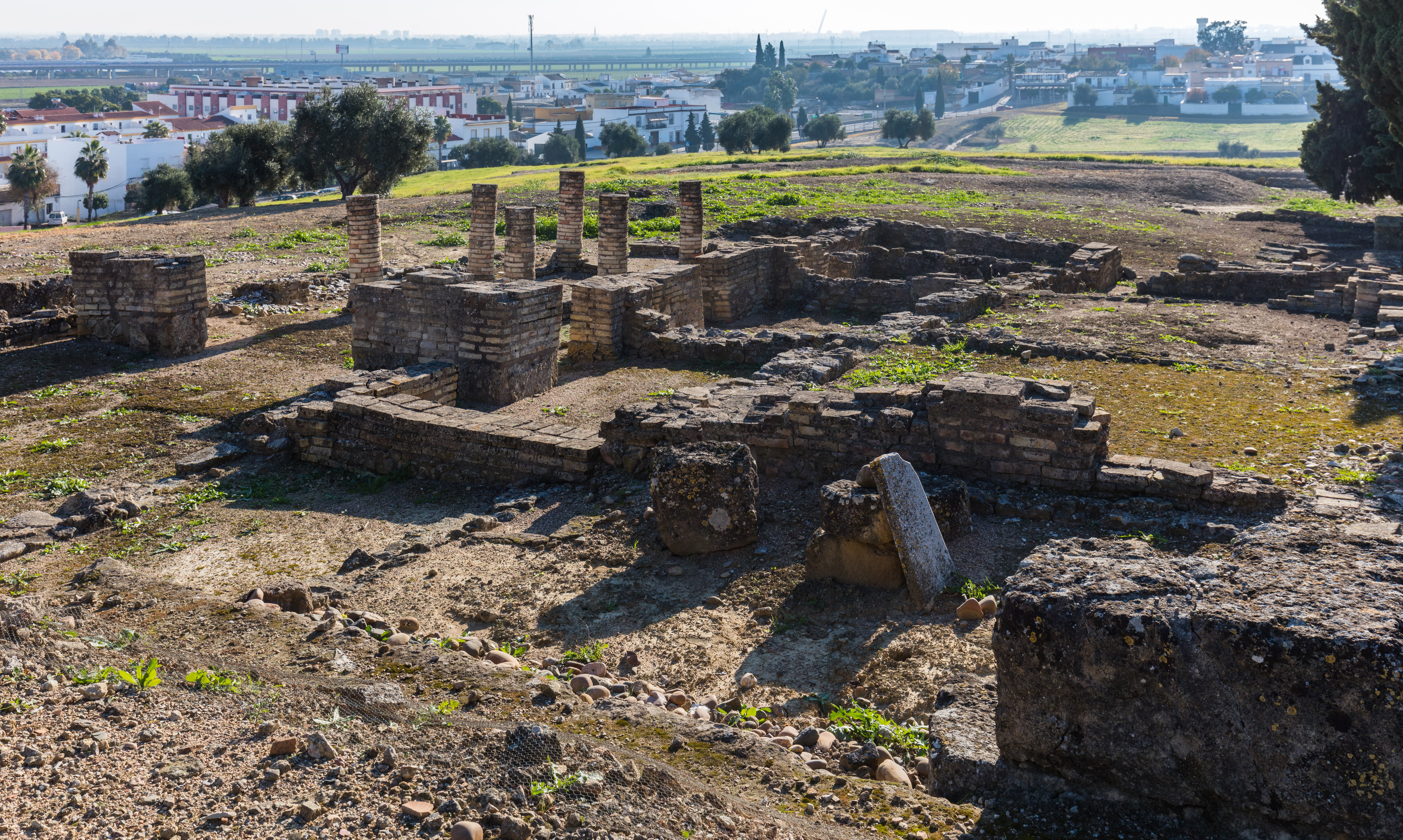
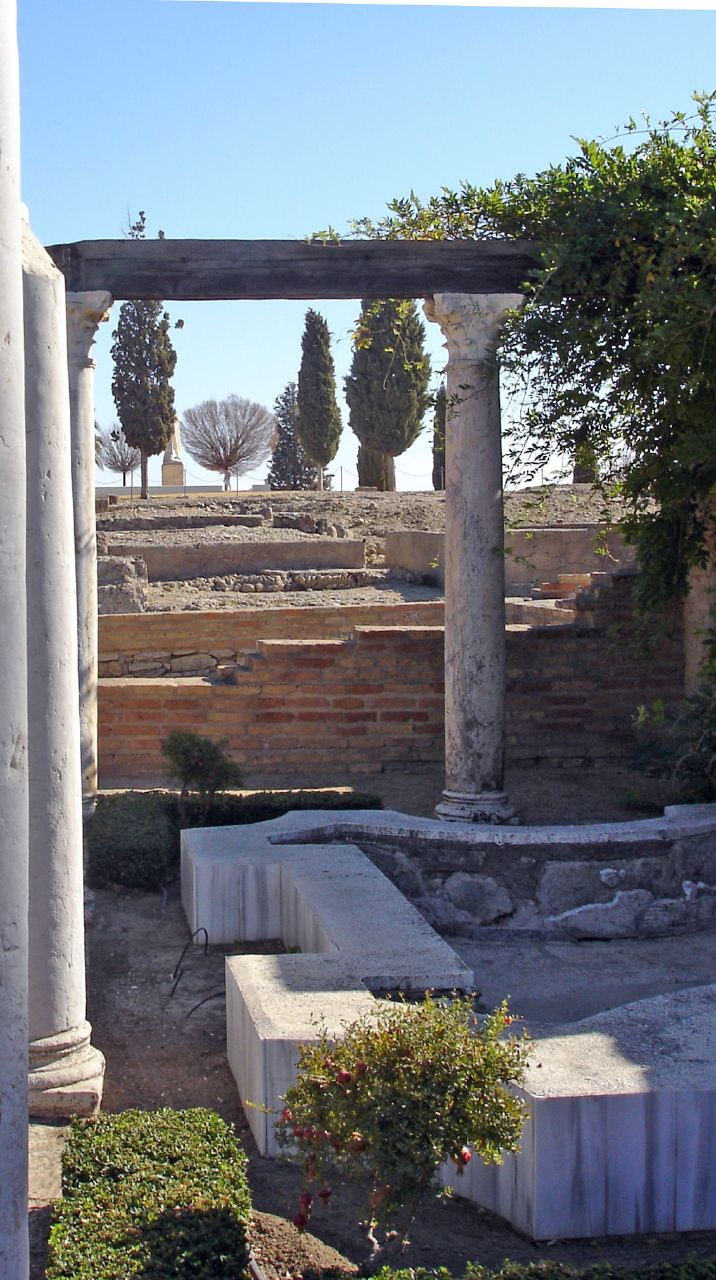
Римська вілла
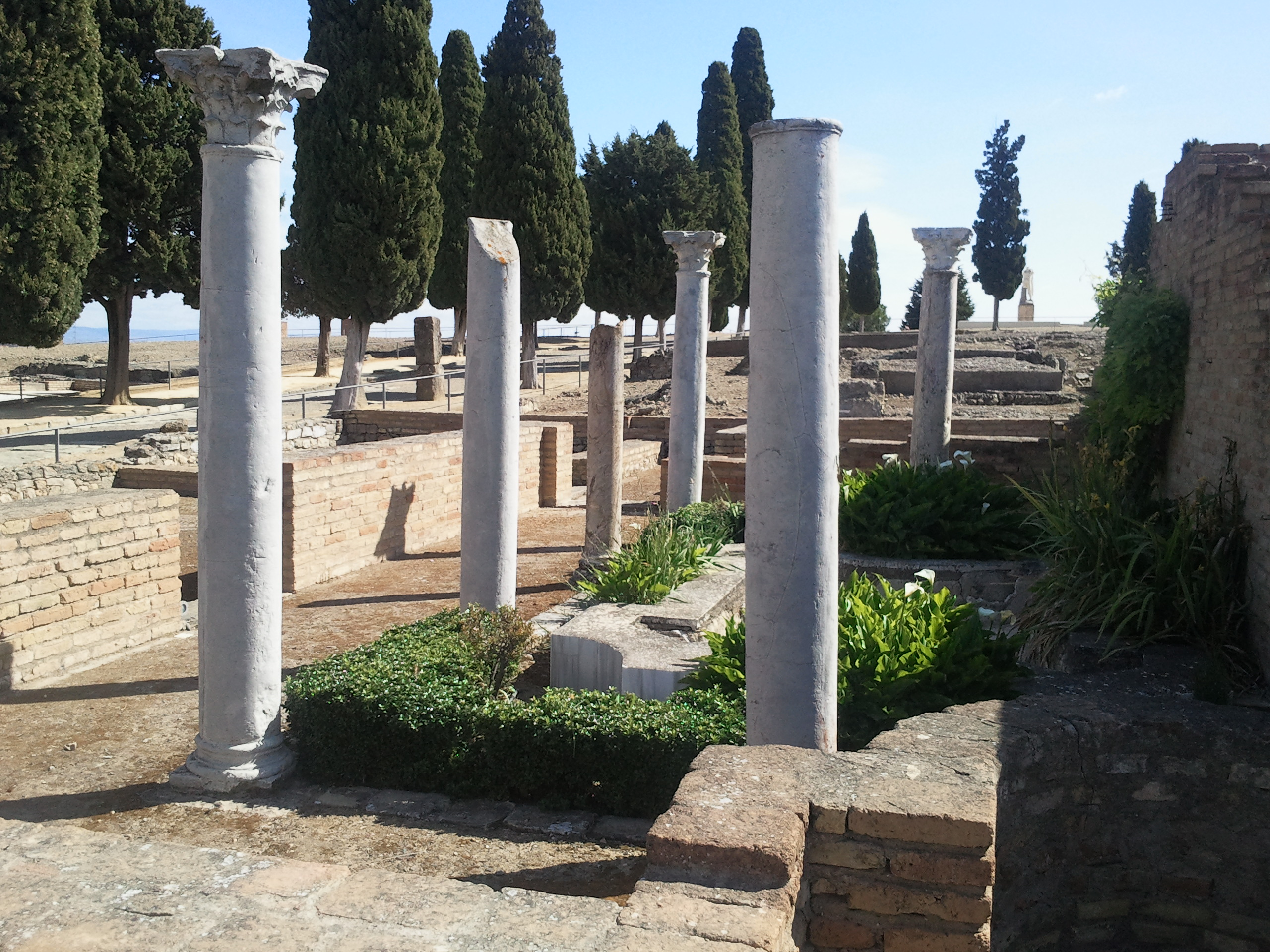
Будинок
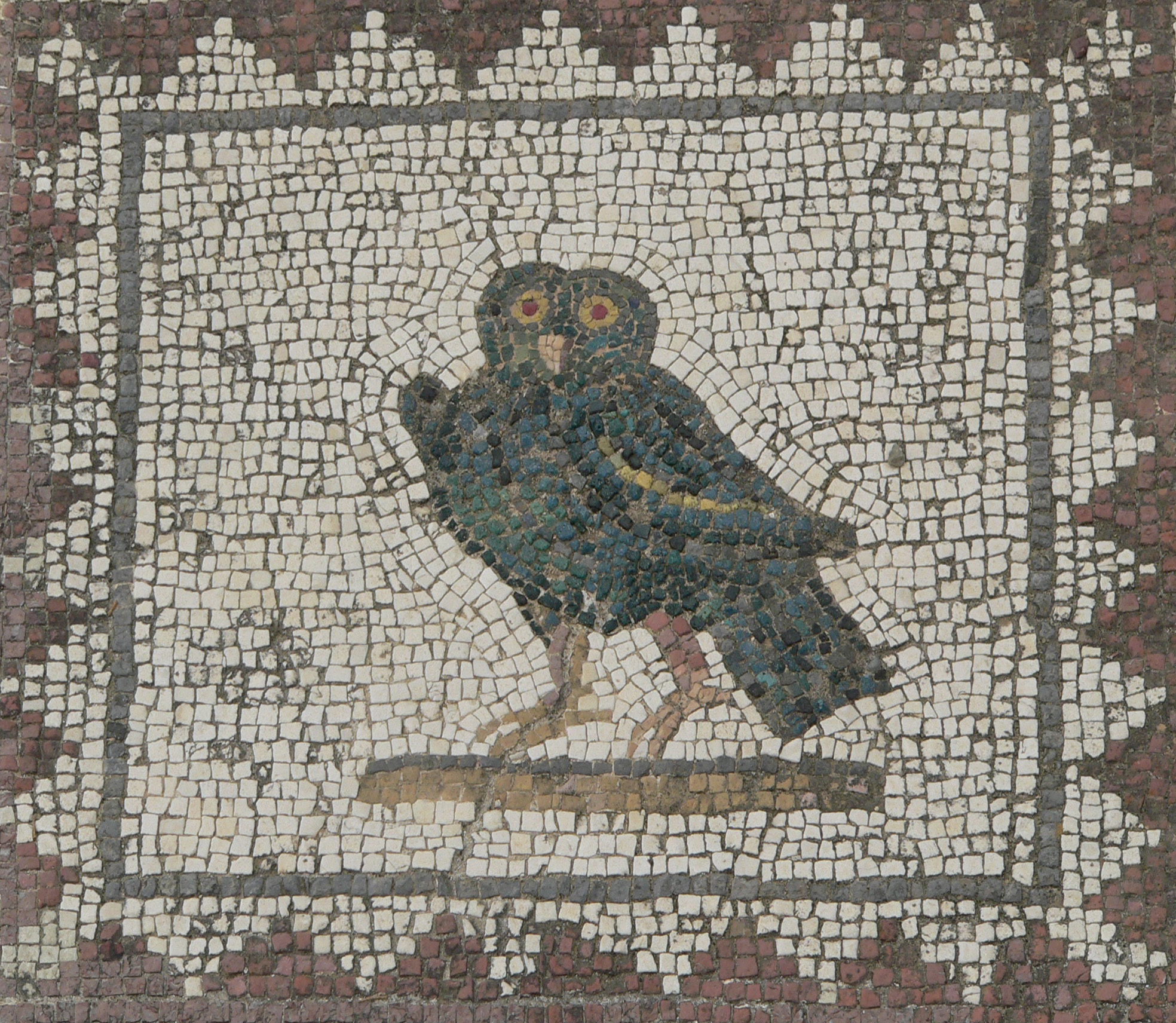
Сова
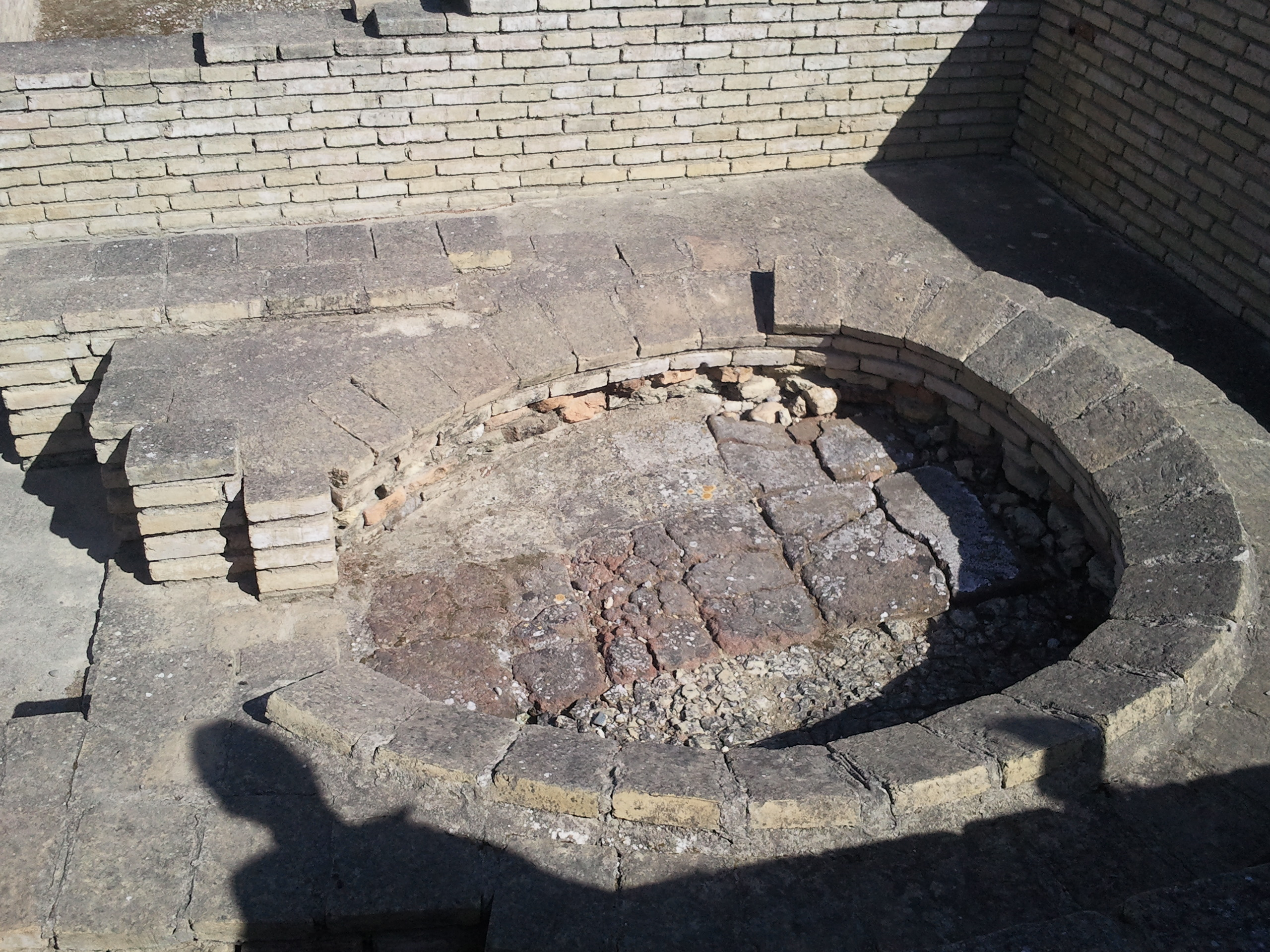
Піч пекаря